# Сан-Ільдефонсо
Сан-Ільдефонсо (ісп. San Ildefonso) — муніципалітет в Іспанії, у складі автономної спільноти Кастилія-і-Леон, у провінції Сеговія. Населення — 5702 особи (2010).
Муніципалітет розташований на відстані близько 60 км на північний захід від Мадрида, 11 км на південний схід від Сеговії.
На території муніципалітету розташовані такі населені пункти: (дані про населення за 2010 рік)
- Ріофріо: 3 особи
- Сан-Ільдефонсо/Ла-Гранха: 4813 осіб
- Вальсаїн: 217 осіб
- Ла-Прадера-де-Навалорно: 669 осіб

## Демографія
Динаміка населення (INE ):

## Галерея зображень

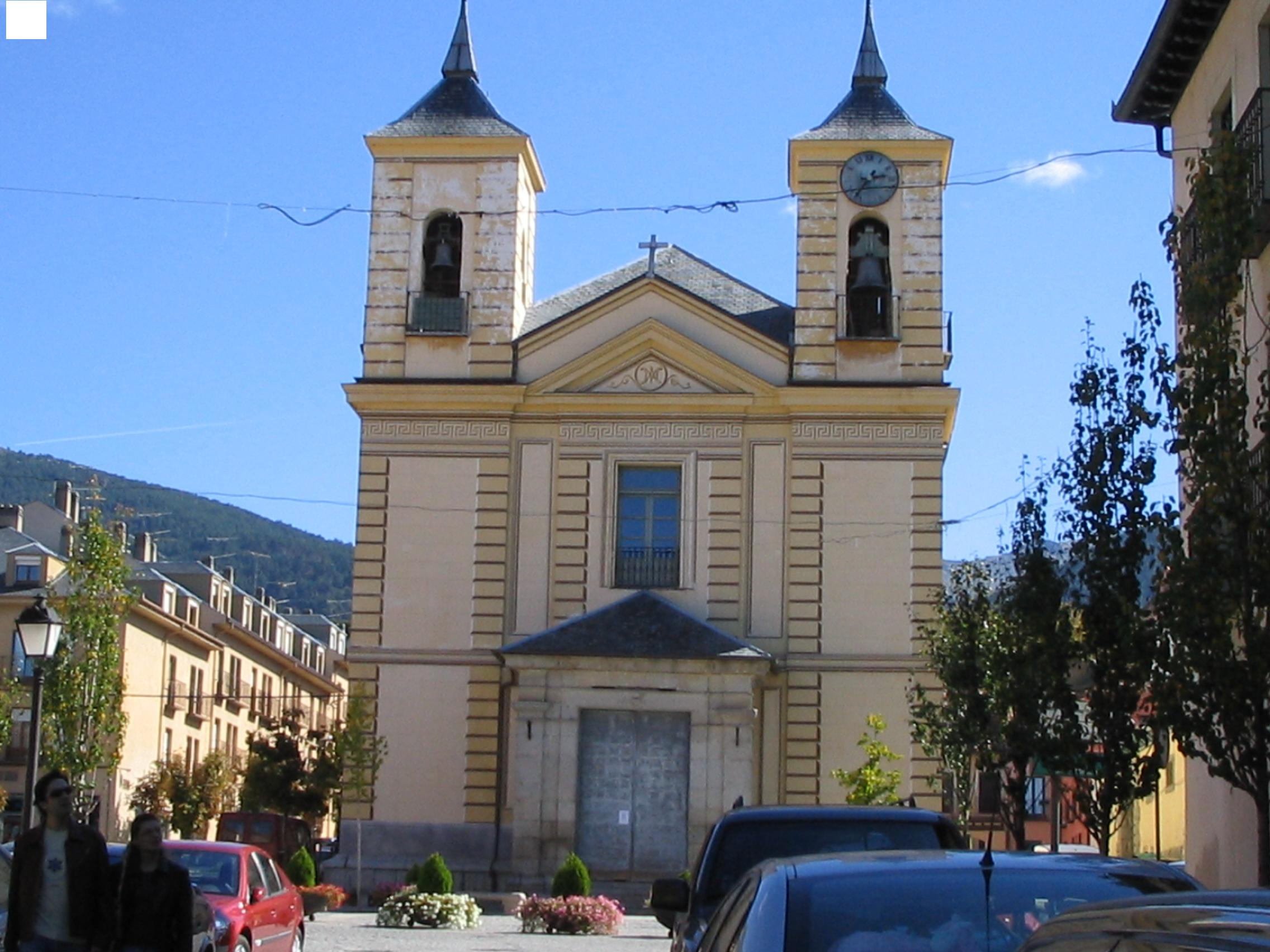
Церква Лос-Долорес
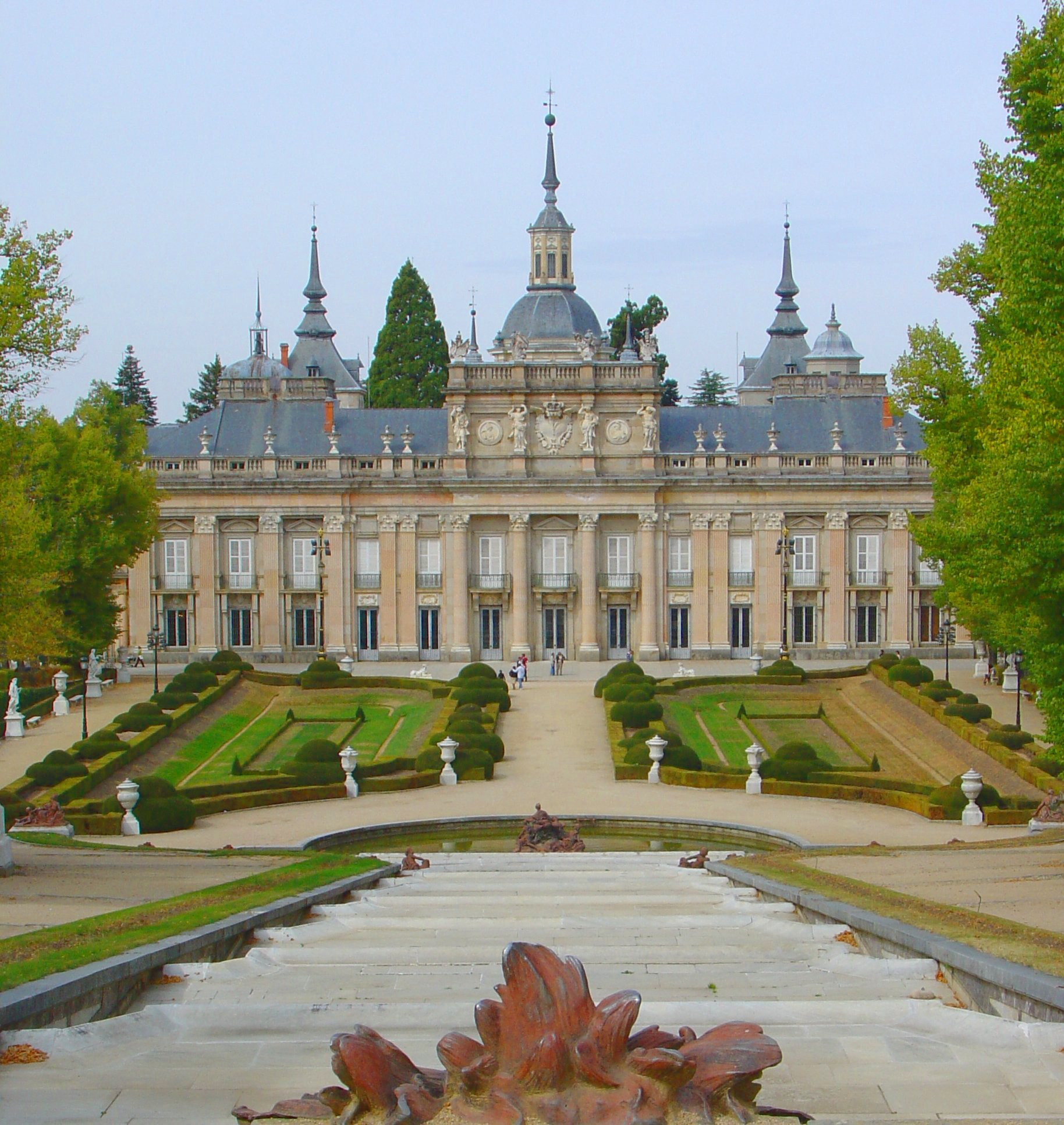
Королівський палац Ла Гранха, Сан-Ільдефонсо
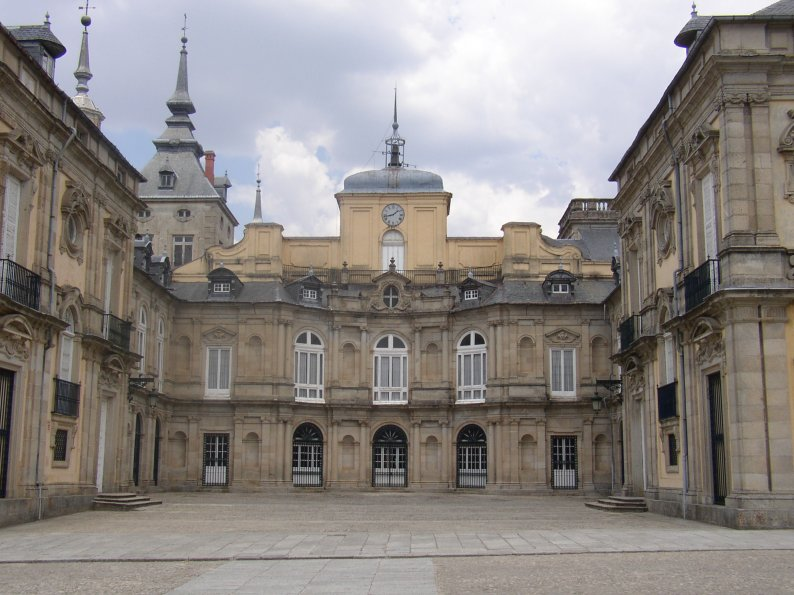
Palacio Real
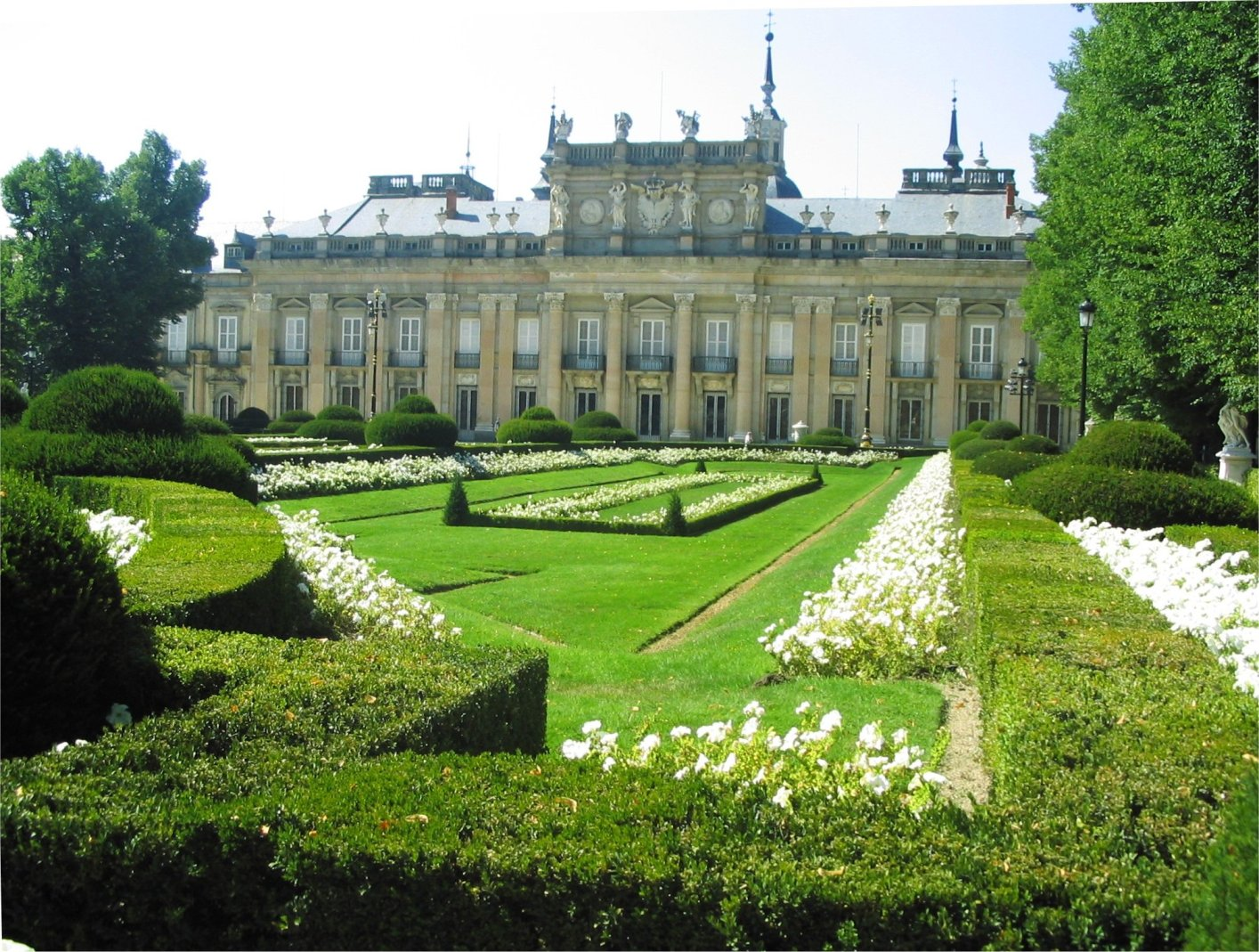
Palacio Real y jardines de San Ildefonso
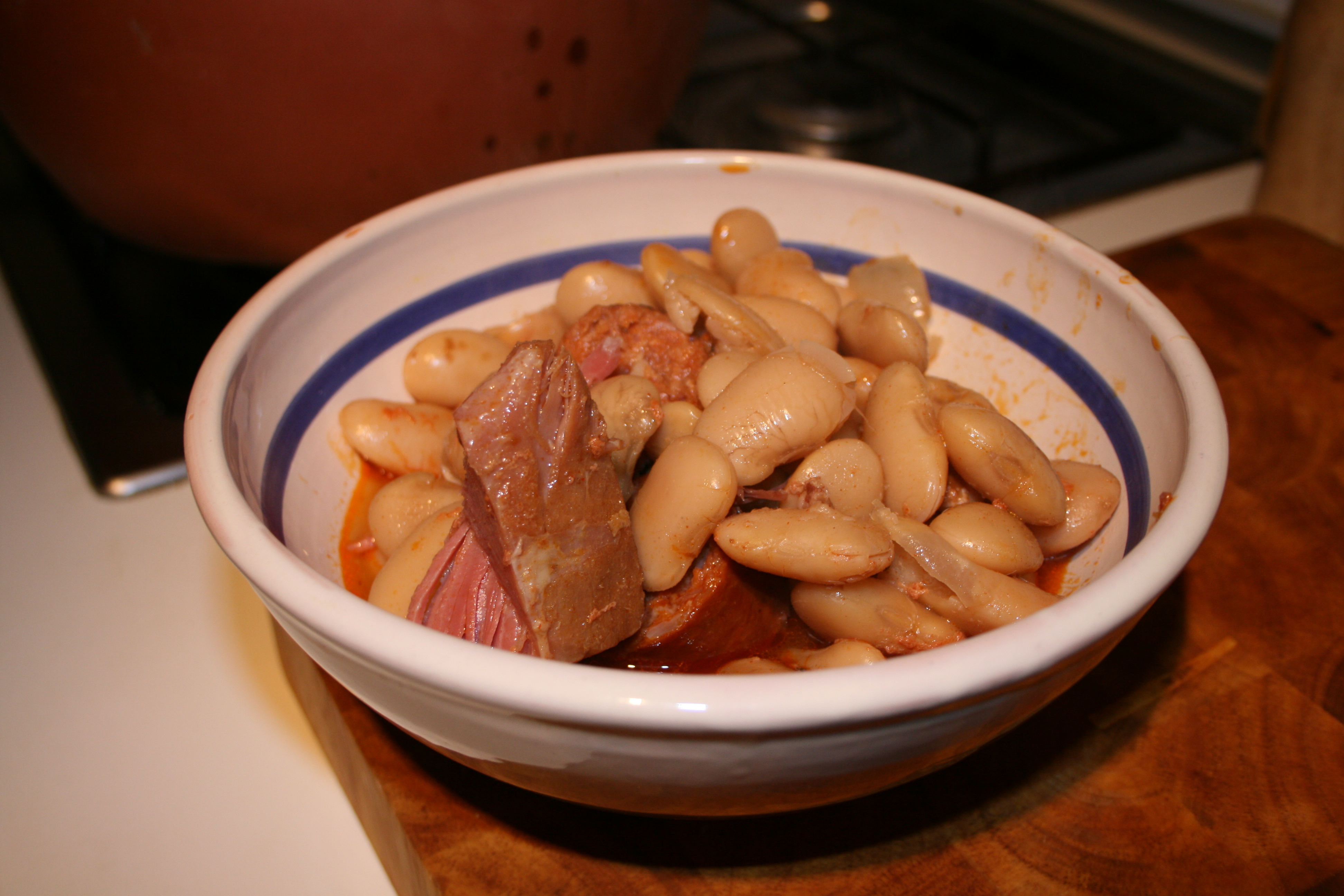
Judiones de la Granja cocidos